# Plan régional de prévention et de gestion des déchets
En France, un Plan régional de prévention et de gestion des déchets (ou PRPGD) est un document règlementaire officiel et obligatoire de planification, élaboré en concertation avec plusieurs acteurs, sous l'autorité du Président du Conseil régional et/ou le cas échéant du Préfet, conformément au Code de l'environnement. Il est comme son nom l'indique élaboré à l’échelle d’une région administrative. 
Déclinant le Programme national de prévention des déchets 2014-2020 et le Plan national de prévention et de gestion des déchets (2014-2020, qui a fait suite à un plan national 2004-2012, rédigé en application de la  directive-cadre européenne sur les déchets de 2008 , il concerne tous les déchets quels que soient leurs producteurs ou leurs types (hors déchets radioactifs et militaires), incluant les déchets aquatiques (dont déchets marins) ainsi que les déchets issus de situations exceptionnelles.
La Loi Notre de 2015 a fusionné un ensemble de plans pour aboutir à un plan régional de prévention et de gestion des déchets (PRPGD), document non prescriptif mais opposable aux décisions de personnes morales de droit public, à toutes les décisions prises sur les territoires par des acteurs publics et leurs délégataires en matière de prévention et de gestion des déchets (elles devront être compatibles avec le plan ; ainsi une installation de traitement des déchets ne pourra être créée ou agrandie si le plan indique que les capacités de traitement sont suffisantes).
Il réunit en un document les trois plans qui régissaient antérieurement les différents types de déchets, et il devient la planification de la prévention et gestion des déchets pour les années 2020, pour intégrer le premier jalon réglementaire de la loi TECV en 2025 (6 ans) et  le second en 2031 (12 ans). Il est intégré généralement au schéma régional d'aménagement, de développement durable et d'égalité des territoires.

## Objectif
C'est un cadre général d'amélioration de la gestion des déchets, tenant compte à la fois des objectifs de la loi, et des particularités régionales.
- définir (puis mettre à jour) les installations nécessaires et suffisantes pour la collecte et le meilleur traitement (dans les conditions techniques et économiques du moment) des déchets industriels dangereux et prévoir les capacités nécessaires au stockage des déchets industriels spéciaux ultimes (centres de stockage de déchets dangereux (« Décharge de classe 1 »))
- Mettre en adéquation l'offre en capacité de traitement et la demande (le besoin d'élimination et de stockage).

## Déchets concernés
Tout déchet hors déchets radioactifs et militaires, dont ceux de la COGEMA, principal industriel producteur en France, surveillés par l'OPRI, qui font l’objet d’une élimination particulière.

## Contenu
Le plan doit au moins contenir les éléments suivants :
Un état des lieux comportant :  
- L'inventaire des déchets par nature, quantité et origine et un descriptif de   l'organisation de la collecte des déchets. 
- Les mesures existantes en faveur de la prévention des déchets
- La liste des installations et des ouvrages existants et des projets soumis à autorisation
Une prospective de l'évolution des "gisements" à 6 et 12 ans intégrant les changements démographiques et économiques prévisibles.
Des objectifs en matière de prévention, de recyclage et de valorisation des déchets, basés sur les objectifs nationaux inscrits dans la Loi du 17 aout 2015 relative à la transition énergétique pour une croissance verte et adaptés aux spécificités régionales.
Une planification de la prévention et gestion des déchets à 6 et 12 ans, qui recense les actions prévues et à prévoir pour atteindre les objectifs.
Un Plan régional en faveur de l'économie circulaire.
Une planification destinée à la gestion des déchets en situation exceptionnelle (Les déchets de situation exceptionnelle (ou déchets post-catastrophe)sont « tous les matériaux, matières, objets et dépôts qui, à la suite d’une catastrophe naturelle ou technologique, sont impropres à la consommation, inutilisables en l’état, susceptibles d’avoir un impact sur l’environnement, la santé humaine et la salubrité publique ou de porter atteinte à la biodiversité (…) produits par la destruction ou l’endommagement des biens et des infrastructures et la dégradation du milieu naturel. Ils peuvent être de toutes natures, dangereux ou non dangereux ». Depuis le 1er janvier 2013 les Plans de prévention et de gestion des déchets non dangereux (PPGD-ND) et dangereux (PPGD-D) doivent les prendre en compte, puis à partir de 2019 les PRPGD. Remarque : les déchets d’accidents technologiques étaient exclus du périmètre des PPGD. Le Code de l’environnement cite les inondations, les tempêtes, les cyclones tropicaux, les tornades, les séismes, les feux de forêt, les avalanches et les éruptions volcaniques comme exemples de situation exceptionnelle. Deux évènements peuvent survenir conjointement (ex : tempête + inondation).)
Le PRPGD inclut aussi une planification propre à certains flux, notamment les déchets du BTP en les articulant aux schémas régionaux des carrières, et les déchets fermentescibles ; il intégère aussi les six enjeux suivants : 
1. L’agrément des installations de traitement des véhicules hors d’usages ;
2. Les déchets de textiles, de linges de maison et de chaussures ;
3. L’implantation des centres de tri et le lien avec l’économie sociale et solidaire ;
4. l’harmonisation des consignes de tri et la modernisation des centres de tri ;
5. Les déchets amiantés et la capacité d’accueil des exutoires ;
6. La mise en place d’une tarification incitative sur les déchets ménagers et assimilés.

La hiérarchie des modes de traitement des déchets reste en vigueur.

## Aspects juridiques
Conformément à la loi TECV le plan s’efforcera de respecter : 
1. Le principe de proximité qui consiste à assurer la gestion des déchets à l’échelle territoriale pertinente. La proximité s’apprécie selon la nature des déchets considérés, l’efficacité environnementale et technique, la viabilité économique des modes de traitement envisagés et disponibles, et les débouchés existants pour ces flux et des conditions techniques et économiques du moment ;
2. le principe d’autosuffisance qui consiste à disposer, à l’échelle territoriale pertinente, d’un réseau intégré et adéquat d’installations d’élimination des déchets ultimes.

Le PRPGD doit répondre à une obligation de compatibilité (absence de contradiction avec la norme supérieure), et non de conformité (respect strict de la norme supérieure). De plus ce plan est de nature opposable.
En Île-de-France, un PRPGD remplacera le PREDMA voté juste avant le Grenelle de l'environnement et le PREDEC (plan régional de prévention et de gestion des déchets issus des chantiers du bâtiment et des travaux publics) de 2015, mais il ne sera pas intégré dans un SRADDET comme ce sera le cas dans les autres régions vers 2019/2010 (sauf en ïle-de-france, Corse et Régions d’outre-mer qui ont un statut juridique particulier).